# Kleinweißensand
Kleinweißensand bezeichnet den rechtsseits der Göltzsch gelegenen Teil Weißensands, einem seit 1994 zu Lengenfeld gehörenden Ort im sächsischen Vogtlandkreis.

## Lage
Kleinweißensand liegt, gemeinsam mit Weißensand, nordwestlich von Lengenfeld an einer Göltzschfurt im Osten des Vogtlandes und des Naturraums Vogtland. Durch Kleinweißensand verläuft die Hauptstraße von Lengenfeld nach Schneidenbach. Kleinweißensand liegt auf etwa 346 m Höhe.

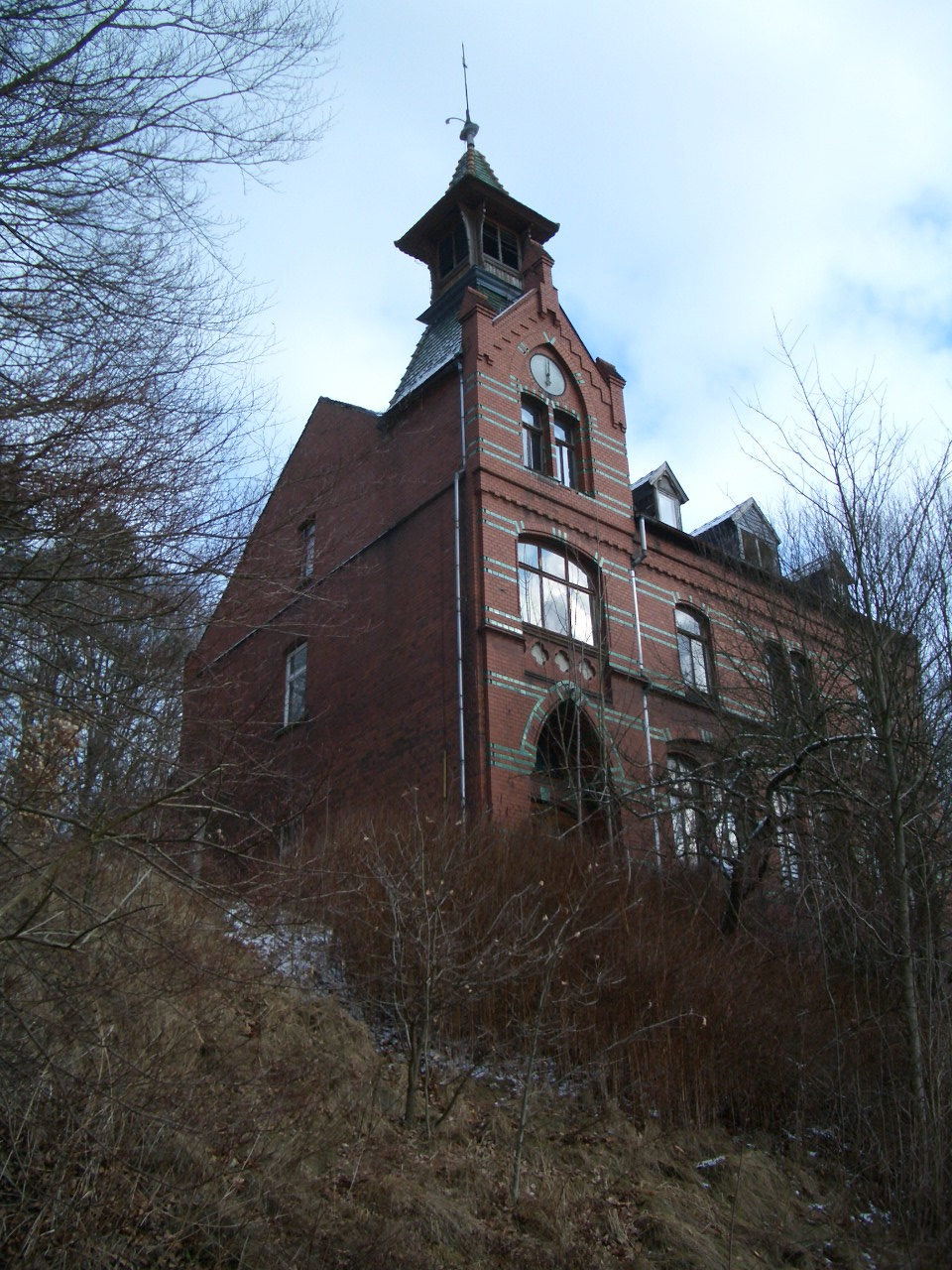
Schule in Kleinweißensand

## Geschichte
Kleinweißensand ist spätestens 1764 erstmals als Klein Weißensand erwähnt. Spätere Nennungen sind Kl. Weißensand (1791) und Kleinweißensand (1875). 1764 war der Ort dem Rittergut Mylau untertan.
Weißensand gehörte dem Amt Plauen, später dem Gerichtsamt Treuen und der Amtshauptmannschaft Auerbach an. Seit der DDR gehörte der Ort zum (Land-)Kreis Reichenbach, bis dieser im Vogtlandkreis aufging.
Kleinweißensand war bis Mitte des 18. Jahrhunderts eine selbständige Gemeinde im Kirchspiel Reichenbach, während Weißensand nach Treuen gepfarrt war. Seit 1994 gehört der Ort gemeinsam mit Weißensand zur Stadt Lengenfeld.
| Jahr          | 1764                        | 1843 | 1871 | 1890 |
| ------------- | --------------------------- | ---- | ---- | ---- |
| Einwohnerzahl | 8 besessene Mann, 1 Häusler | 53   | 59   | 63   |

## Belege
1. ↑  Ortsteil Weißensand – Stadt Lengenfeld. Abgerufen am 1. September 2023 (deutsch).
2. ↑  Weißensand, Klein- – HOV | ISGV. Abgerufen am 1. September 2023.